# Ferdinand Grahamer
 Ferdinand Grahamer  (* 3. Juli 1857 in Mühlheim am Inn, Oberösterreich; † 8. April 1936 ebenda) war ein österreichischer Bauer und Politiker.
Der Bauernsohn übernahm das elterliche Anwesen und heiratete 1881 eine Bauerntochter, die ihm sieben Kinder gebar. Er wirkte vielseitig für die Großdeutsche Partei, er war Bürgermeister seines Heimatortes, Mitglied der Konstituierenden Nationalversammlung 1918/1919 und der Provisorischen Landesversammlung Oberösterreich ebenfalls 1918/1919. Grahamer wurde zum Ehrenbürger der Gemeinde Mühlheim ernannt.